# 4289 Biwako
4289 Biwako (1989 UA2) là một tiểu hành tinh vành đai chính được phát hiện ngày 29 tháng 10 năm 1989 bởi Atsushi Sugie ở Dynic.